# 卑路乍街

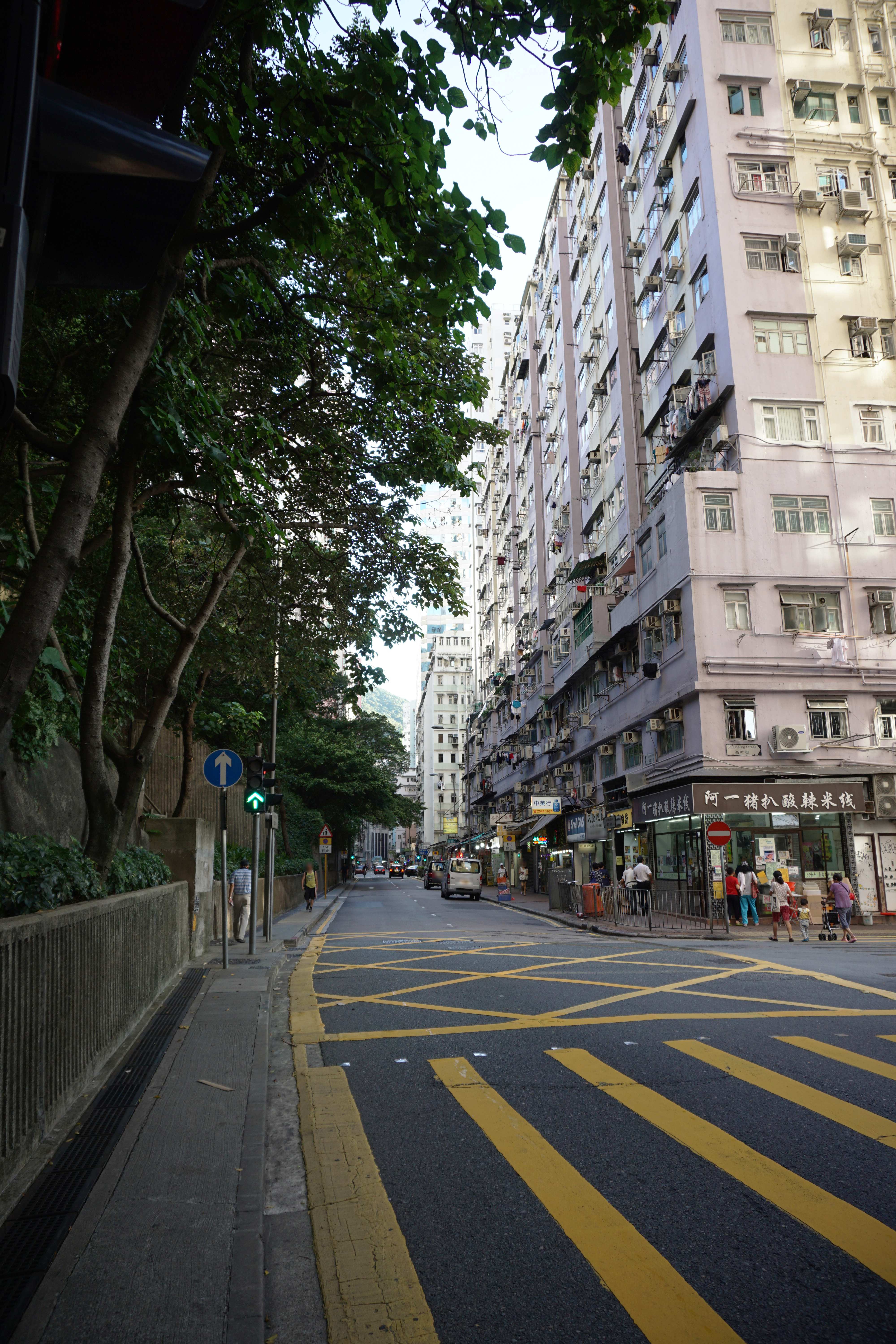
卑路乍街中段

卑路乍街（英語：Belcher's Street）是香港島中西區堅尼地城的一條主要道路，為東北至西南之走向，連接皇后大道西及域多利道。全線大部份路段為三線單程行車，近西段盡頭則為香港電車的西端尾站—堅尼地城總站及掉頭處。

## 名稱
道路以1841年測量維多利亞港的英國海軍軍官愛德華·卑路乍命名，以紀念他對早期香港防守所作的貢獻。卑路乍在香港島東西兩面各建一座炮台，西面的稱作卑路乍炮台，而建於炮台下的街道，則稱為卑路乍街，其面對的海灣就稱為卑路乍灣。

## 歷史
於1886年，港督堅尼地於卑路乍灣的新填海計劃完成，並新建了卑路乍街。卑路乍是測量和繪製香港首張地形圖的軍官， 除了地名標注的位置部分外，地圖亦有將港島沿岸的海灣的水深作標示，目的不單是為航道提供資料，也是為了港島開埠初期的建設計劃，提供哪處填海築路的依據，可見英軍開埠時測量的工作，對其後城市建設有非常重要的影響。
以前，卑路乍街是雙向行車。隨著發展，塞車問題日益嚴重，故此政府在堅尼地城實施新交通管理措施，先在1996年6月1日把山市街以西路段改為單程西行，1998年1月18日把餘下路段也改為單程西行。

## 沿路著名地點
建築
- 寶翠園

Kennedy 38
- 保良局陳區碧茵頤養院
- Imperial Kennedy
- 寶雅山
- Lexington Hill
- 西環街坊福利會
- 加多近山

街道
- 荷蘭街
- 山市街
- 北街
- 士美菲路

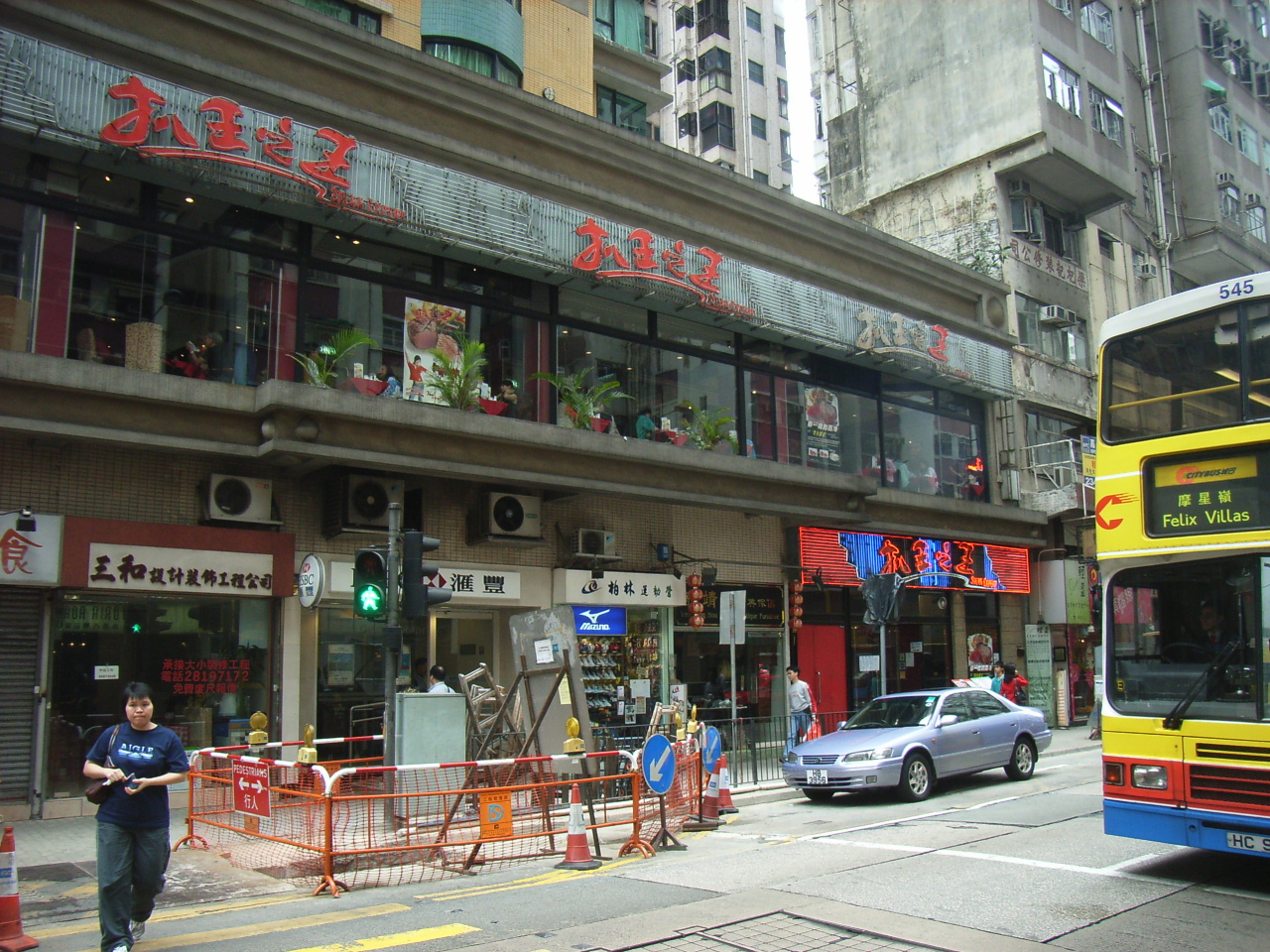
2006年卑路乍街西段景觀（陳李濟藥廠原址）
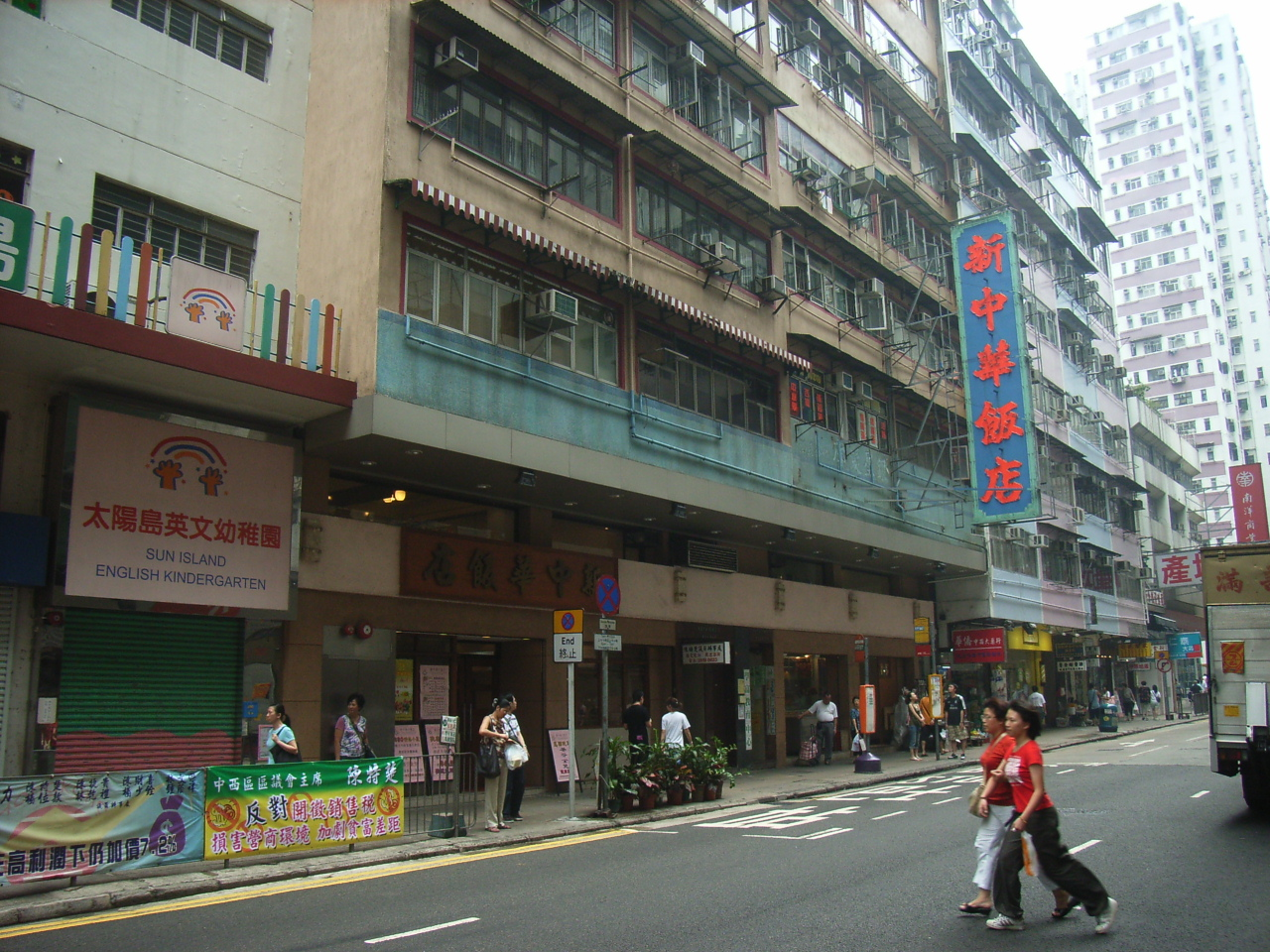
卑路乍街已拆的新中華飯店是堅尼地城的一個地標，門前有小巴站及巴士站，此飯店有兩層，不過，在假日等座位飲早茶還是苦差。(2006年)
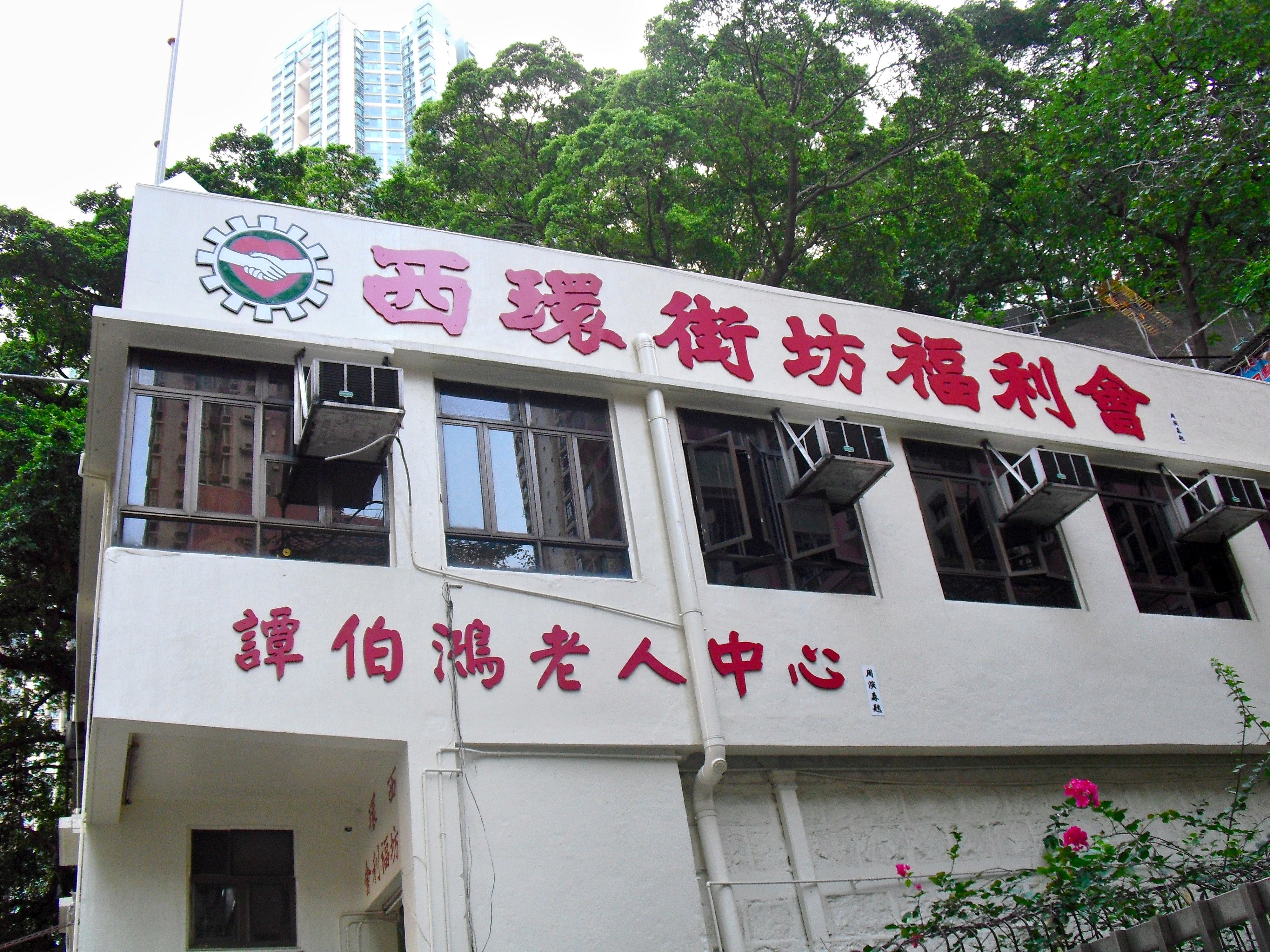
西環街坊福利會

## 註腳
1. ↑  《趣談香港街道》爾東編，ISBN 962-973-967-4，第168頁。
2. ↑  《港島街道百年》鄭寶鴻編，ISBN 962-04-1688-0，第50頁。

## 外部連結
维基共享资源上的相關多媒體資源：卑路乍街